# Louis Friedrich Sy

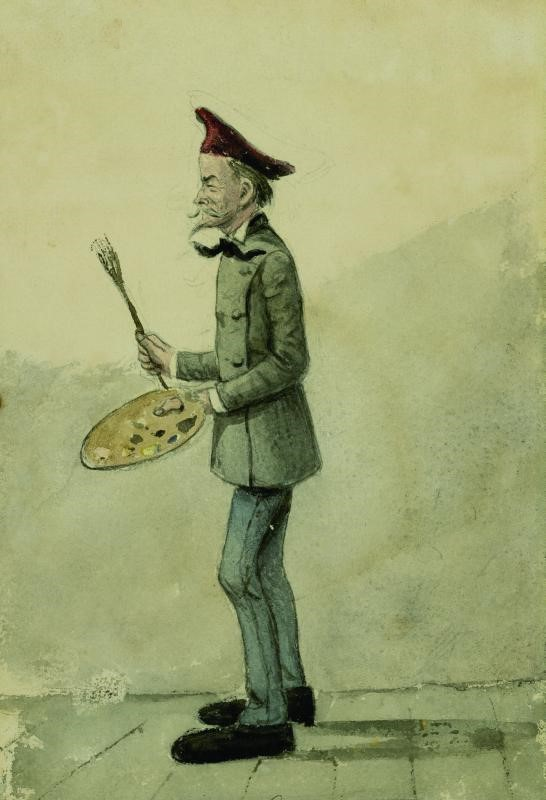
Louis Friedrich Sy in einer Karikatur von John Sprot Stoddart, Mitte 19. Jahrhundert.

Louis Friedrich Sy (auch Louis Friedrich Rudolph/Rudolf Sy; Louis (Friedrich) de Sy oder nur Louis Sy) (geboren 1815/1818 in Berlin; gestorben 3. November 1887 in Danzig) war ein aus Pommern stammender Maler und Museumskurator des 19. Jahrhunderts, der vorwiegend in Danzig wirkte. Dort erfreute er sich vor allem durch Auftragsarbeiten als Porträtmaler für die reichen Handelsleute und Kaufmänner der Hansestadt an Beliebtheit und war ebenfalls langjährig als Kustos und Konservator tätig.

## Malerausbildung und Leben
Als mögliche Herkunftsorte werden die Umgebung um Greifswalds, Stargard, Anklam und Berlin genannt. Seine Malerausbildung genoss Sy an der Königlich Preußischen Akademie der Künste in Berlin. In der 32. Kunstausstellung der Akademie von 1840 war Sy mit einem Selbstporträt (als Brustbild) vertreten und im dortigen Verzeichnis als Schüler des Professors Remy aufgeführt. Der Beginn seiner Karriere als Maler wird in Danzig verortet, wo er bereits früh nach seiner Ankunft die ersten Aufträge bekam. Als frühestes Werk in der Hansestadt gilt eine 1845 entstandene Kopie Raffaels Madonna della Sedia für den barocken Altar der Marienkapelle (aus 1681) des Doms zu Oliva. Im Adressverzeichnis der Stadt ist Sys Wohnsitz zuerst in der Jopengasse 17 (heutige ul. Piwna) der Danziger Rechtstadt verortet. Ungefähr ein Jahr nach seiner Anstellung im Danziger Stadtmuseums, zog Sy 1873 in das ehemalige St.-Trinitatis-Kloster an der Fleischergasse 25, welches erst kurz zuvor zum Stadtmuseum umgebaut wurde und noch heute als Hauptgebäude des Nationalmuseums Danzig dient. Im November des Jahres 1852 heiratete Sy Johanna Rosa Wulff in der Marienkirche.

## Ausgestaltung des Danziger Artushofs

### Gemälde am Holzgestühl

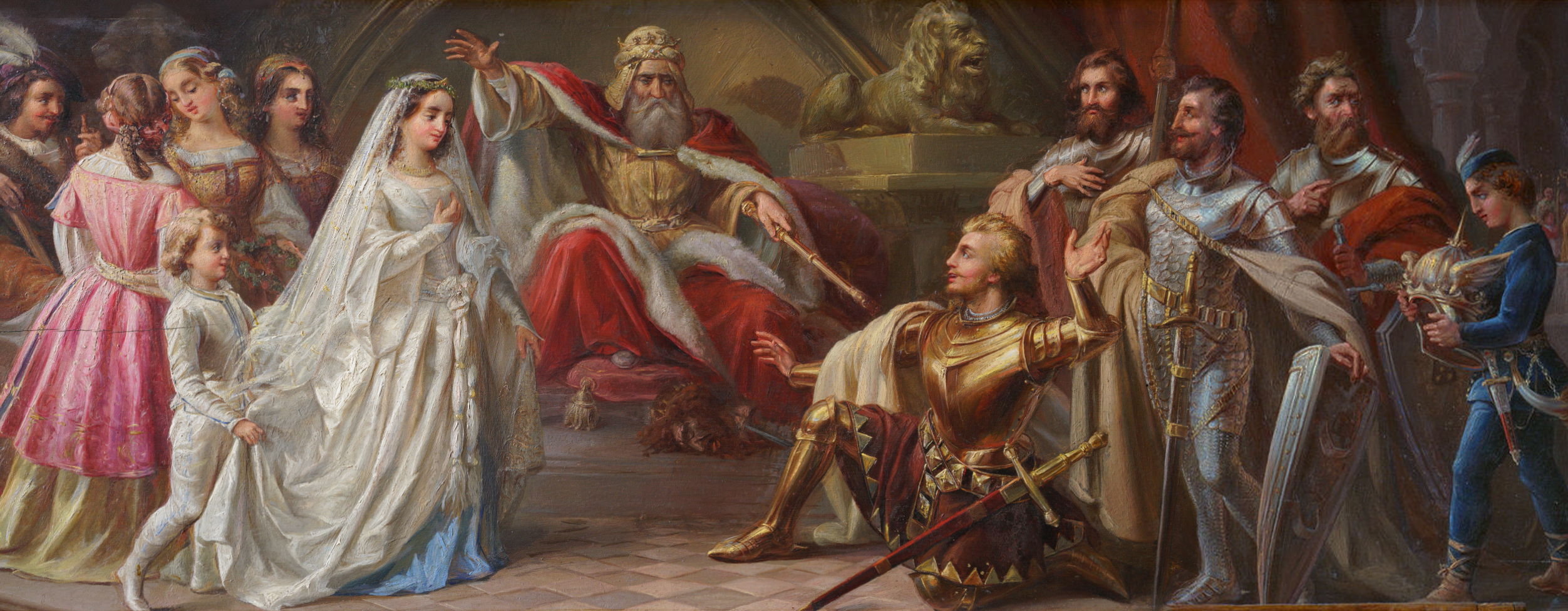
Mittleres Fragment der Vermählung Reinholds mit der Königstochter Klarissa im Fries der Reinholds-Bank.

Für die im 19. Jahrhundert begonnene großflächige Umgestaltung der Innenräume des Danziger Artushofs wurden 1856 mehrere Gemälde bei Sy in Auftrag gegeben. Darunter zählen fünf beauftragten Leinwände, welche am Fries des Holzgestühls der Reinholds-Bank im Börsensaal angebracht wurden. Diese stellen Szenen aus dem Leben des heiligen Reinholds dar: Reinhold zähmt den Ross Bayard, Die Vermählung Reinholds mit der Königstochter Klarissa, Verbannung / Huldigung Reinholds, Reinhold kämpft um das Heilige Grab, Reinhold gibt Almosen. Eine weitere Szene aus dem Leben des heiligen Reinholds mit den Vier Söhnen Haimons auf dem Wunderpferd Bayard wurde als großes halbrundes Gemälde von Carl Friedrich Meyerheim angefertigt. Für den Fries der Christopher-Bank wurde zeitgleich ein weiterer vierteiliger Zyklus mit Darstellungen des Durchzugs der Juden durch das Rote Meer bei Sy beauftragt. Nur drei der ehemals neun Werke für das Holzgestühl des Börsensaals blieben erhalten, die Restlichen gelten seit 1945 als verschollen.

### Hirschjagd der Diana

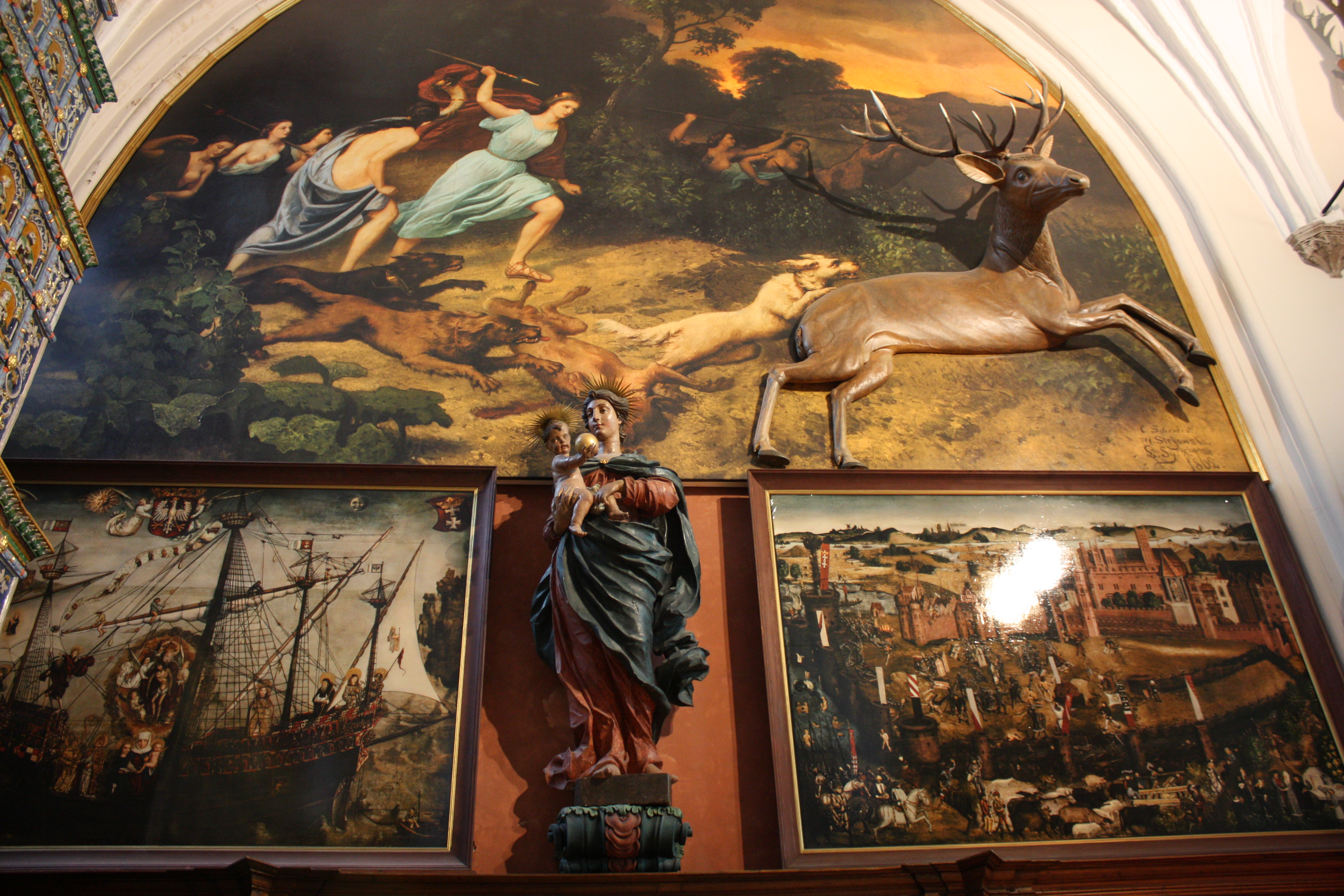
Digital nachkolorierter Druck der Hirschjagd der Diana im Schildfeld über historischen Kunstwerken.

Sy war ebenfalls mit zwei weiteren Malern an einem großen Gemälde beteiligt, welches ein zuvor beschädigtes Gemälde über der Marienbürgerbank ersetzen sollte. Die Quellen sind sich dabei uneinig, ob ein zuvor an dieser Stelle angebrachtes Gemälde in großen Teilen vollständig übermalt wurde oder das Vorgängerwerk in das Depot des Stadtmuseums verbracht wurde. Das neue Gemälde, welches die antike Jagdgöttin Diana auf der Hirschjagd zeigte, integrierte dabei die vom Vorgängerwerk beibehaltene hölzerne Hirschplastik mit echtem Hirschgeweih aus dem 16. Jahrhundert. Diese war direkt an das Gemälde angebracht, womit es dem gejagten Hirschen den Anschein verlieh, aus dem gemalten Werk flüchten und in den Raum hineinzudringen. Die Verbindung zwischen zweidimensionaler und dreidimensionaler Kunst in der Ausgestaltung von Innenräumen war dabei womöglich an ähnliche Dekorationsprinzipien und Stuckarbeiten des Königsberger Schlosses oder Schloss Kronborg, welches einen von Hans Windrauch geschaffenen Hirschfries mit echten Geweihen gehabt haben soll, angelehnt. Die Landschaft in dem für den Börsensaal neu beauftragten Gemälde wurde vom Königsberger Maler Carl Scherres und die figürlichen Darstellungen der Jagdgöttin und ihrer Gefährtinnen vom Danziger Maler Wilhelm August Stryowski ausgeführt, während Louis Friedrich Sy für die Darstellung der Tiere zuständig war. Das Werk gilt wie viele Ausstattungsstücke des Artushofes seit der sowjetischen Plünderung der Danziger Rechtstadt als verschollen und ist in dem Verzeichnis der Division für Raubkunst des polnischen Ministerium für Kultur und nationales Erbe gelistet. Zur Vervollständigung der Inneneinrichtung wurde in den 1990er Jahren beschlossen das großformatigen Gemälde, welche sich in dem Schildfeld zwischen den Gewölberippen befand, als digital eingefärbter Drucke aus Archivfotografien anzufertigen. Diese Entscheidung stoß bereits damals auf Kritik, die das jahrzehntelang erfolgreich erarbeitete Zusammenführen der im Krieg ausgelagerten Kunstwerke betonte. 2020 wurde in einem Bericht des Museums von Danzig über die Kriegsverluste des Arthushofs erneut die durch die technischen Voraussetzungen der Neunzigerjahre bedingte Qualität der Drucke bemängelt.

## Tätigkeiten in der Danziger Kunstszene

### Danziger StadtmuseumundKunstverein zu Danzig

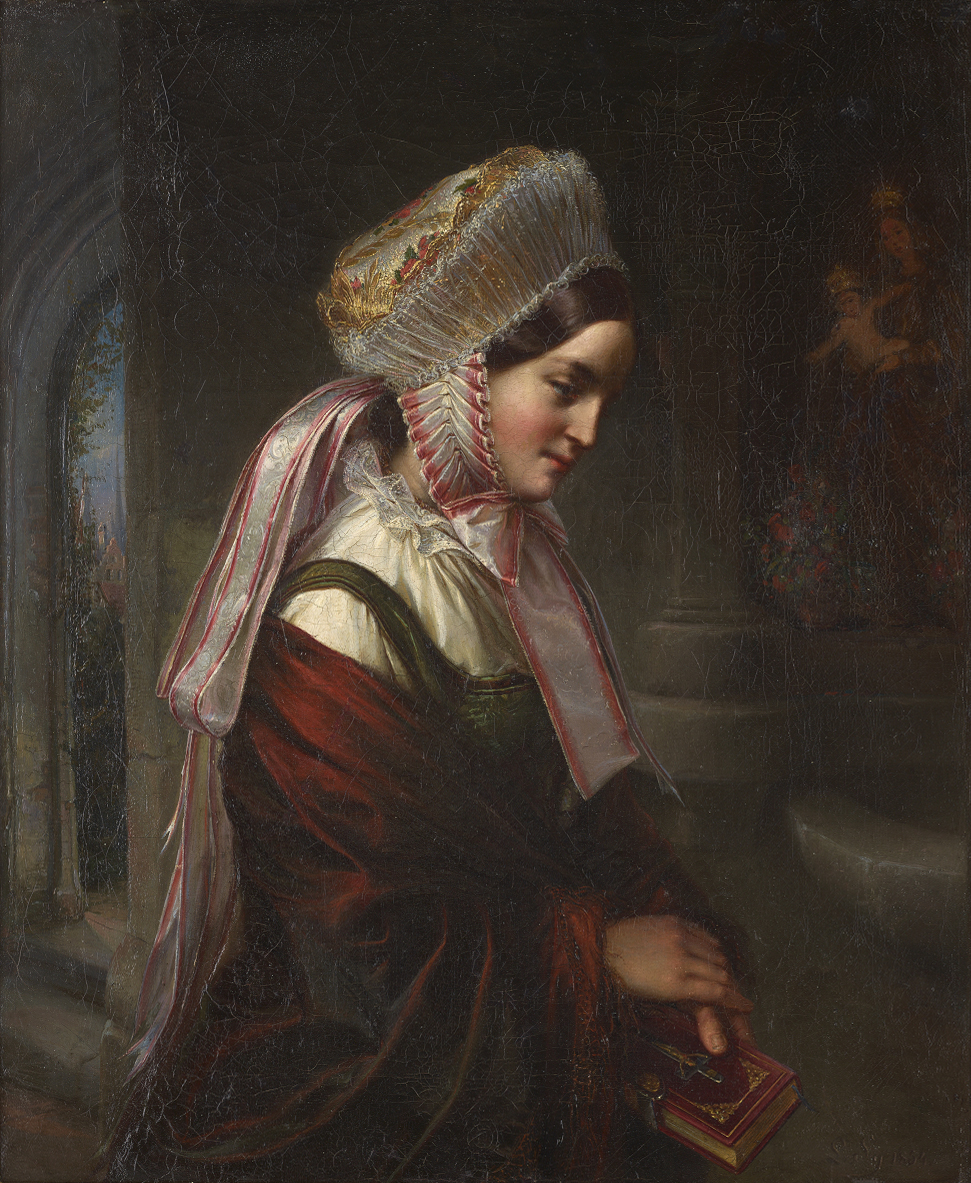
Louis Friedrich Sy, Junge Ermländerin bei der Andacht, 1854, Nationalmuseum Danzig.

Sy war der seit der Gründung des Danziger Stadtmuseums (heutiges Nationalmuseum Danzig) im Jahr 1871/72 bis zu seinem Tod 1887 einer der ersten Kuratoren der städtischen Institution. Parallel dazu war Sy ebenfalls als Sekretär des Kunstvereins zu Danzig aktiv. Alle im Inventar des Danziger Stadtmuseums der Vorkriegszeit verzeichneten Werke des Künstlers gelten seit 1945 als verschollen, darunter zählen zwei Ölgemälde Studie eines jüdischen Mannes, ein Portrait einer Frau Malzahn (1850), und einige Zeichnungen, darunter ein Stillleben von Obst, ein Interieur des Artushofs (1858) und Das Gastmal des Belsazar (1842). Erst mit dem Ankauf der Jungen Ermländerin bei der Andacht im Jahr 2021 gelang nach 76 Jahren zum ersten Mal ein Werk des ehemaligen Kustos erneut in den Besitz des Nationalmuseums Danzig. Das Werk wurde zum ersten Mal in einer eigens dafür konzipierten Ausstellung mit einer ethnografischen Aufarbeitung der im Gemälde zu sehenden Volkstracht im Bezug zum 150. Jubiläum von Sys Berufung als Kurator im Museum präsentiert.

### Sy als Portraitmaler

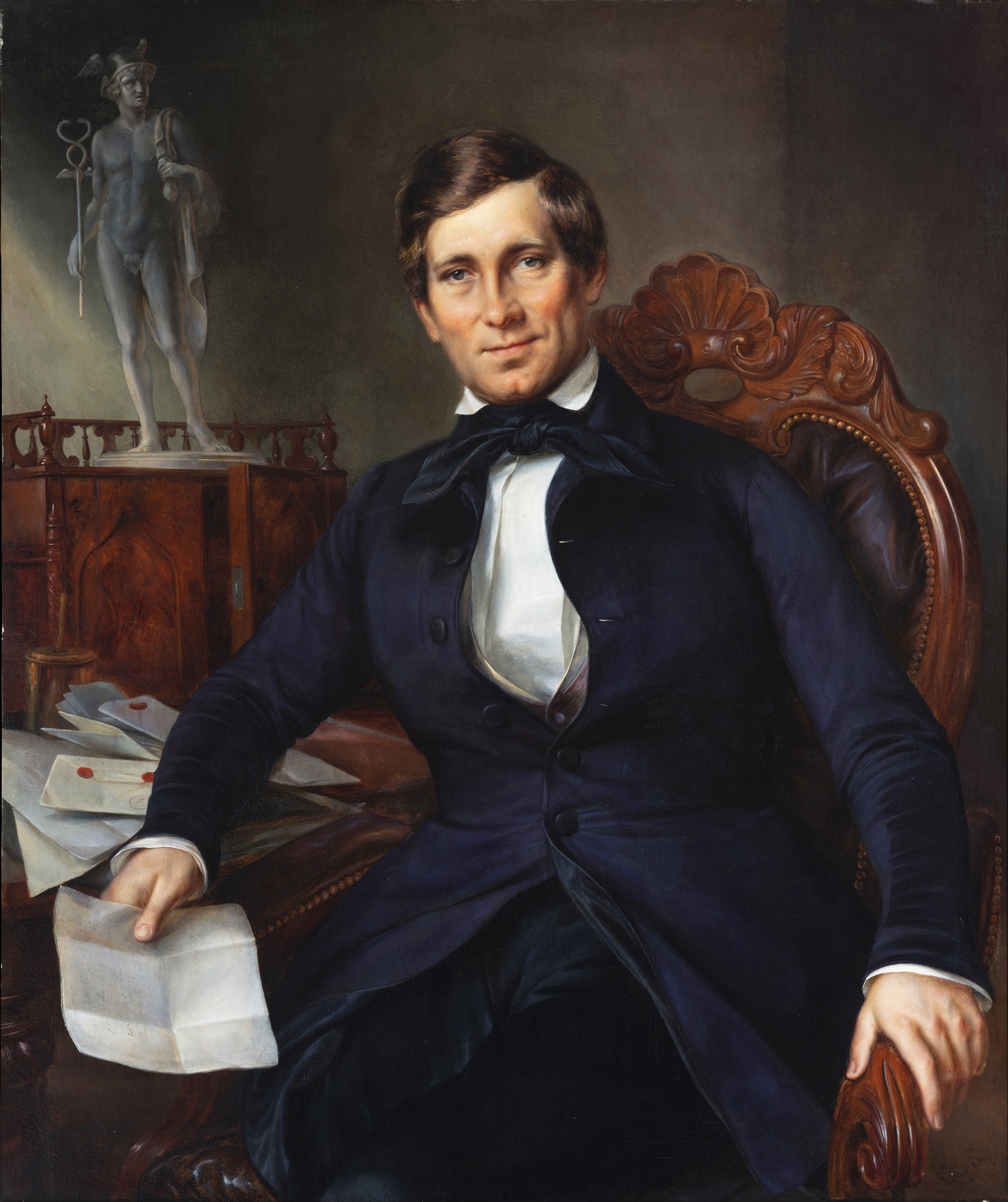
Louis Friedrich Sy, Portrait eines Danziger Kaufmanns (womöglich John Sprot Stoddart), 1848, seit 2013 vom Muzeum Gdańska im Artushof ausgestellt.

Bereits acht Jahre vor dem Erwerb des Danziger Nationalmuseum, erwarb das Museum von Danzig (Muzeum Gdańska) 2013 ein Portrait eines Danziger Kauffmanns, nachdem der Kauf des gleichen Gemäldes in den 1980er Jahren vom Museum noch abgelehnt wurde. Nach einigen kunsthistorischen Analysen handelt es sich bei dem Porträtierten um den aus Edinburgh stammenden Getreidehändler John Sprot Stoddart, der bereits 1831 mit Neunzehn Jahren nach Danzig übersiedelte. Stoddart und Sy lernten sich spätestens durch Stoddarts Präsidentschaft des Kunstvereins zu Danzig kennen, vermutlich aber auch bereits zuvor, da Stoddart ebenfalls als lukrativer Mäzen der Stadt galt und guten Kontakte zu den bekanntesten Malern der Stadt pflegte. Des Weiteren schuf Stoddart einige Gouache und Aquarelle von denen sich heutzutage eine Vielzahl im Besitz des damals von Sy kuratierten Nationalmuseums Danzig befinden. Eines dieser Aquarelle zeigt Sy als Karikatur mit Farbpalette in der Hand und äußerst individuellem Bart.
Für die Johanneskirche schuf Sy Porträts der beiden evangelischen Pastoren Eduard David Schnaase und Jacob August Hermann Hepner. Die im Zweiten Weltkrieg vernichteten Gemälde sind aus Fotografien überliefert. Aus dem Kunstmarkt sind weitere Porträtgemälde Sys bekannt, welche sich im Privatbesitz befinden.

### Tätigkeit als Konservator
Als Konservator war Sy ebenfalls an Restaurierungen von Gemälden im Rechtstädtischen Rathaus und der Marienkirche betätigt. Aus dieser Zeit ist mitunter eine Kopie des Jüngsten Gerichts von Hans Memling entstanden, welche in der Danziger Marienkirche verwahrte wird. Die Kopie wurde im Jahr 2016 an einen Pfeiler im nördlichen Seitenschiff angebracht, dem historischen Standort des Altargemäldes von Memling. Eine weitere Kopie des Werkes schuf Sy 1862 für eine Moskauer Kirche.
Im Dom zu Oliva war Sy in den Jahren 1969 bis 1871 an der Restaurierung mehrerer Gemälde beteiligt, darunter zählen der Hauptaltar von Andreas Stech und mehrere Epitaphgemälde von Herrman Han.